# Río Gallegos
Río Gallegos es una ciudad de Argentina, capital de la provincia de Santa Cruz. Ubicada en la desembocadura del río Gallegos, en el departamento Güer Aike, es la ciudad más poblada de la provincia —con 127 719 habitantes (según el último censo)—, es la ciudad continental más austral del país y el centro distribuidor para las actividades turísticas de la zona. La oferta turística de la ciudad está conformada por museos, monumentos histórico-culturales y circuitos urbanos, como así también un estuario que alberga miles de aves residentes y migratorias. 
Fuera del radio urbano puede optarse por estancias turísticas, un recorrido por el paisaje volcánico de la laguna Azul o una excursión a la Reserva Faunística Cabo Vírgenes, una de las mayores pingüineras de América del Sur, que alberga de octubre a abril a más de 150 000 pingüinos magallánicos.

## Toponimia

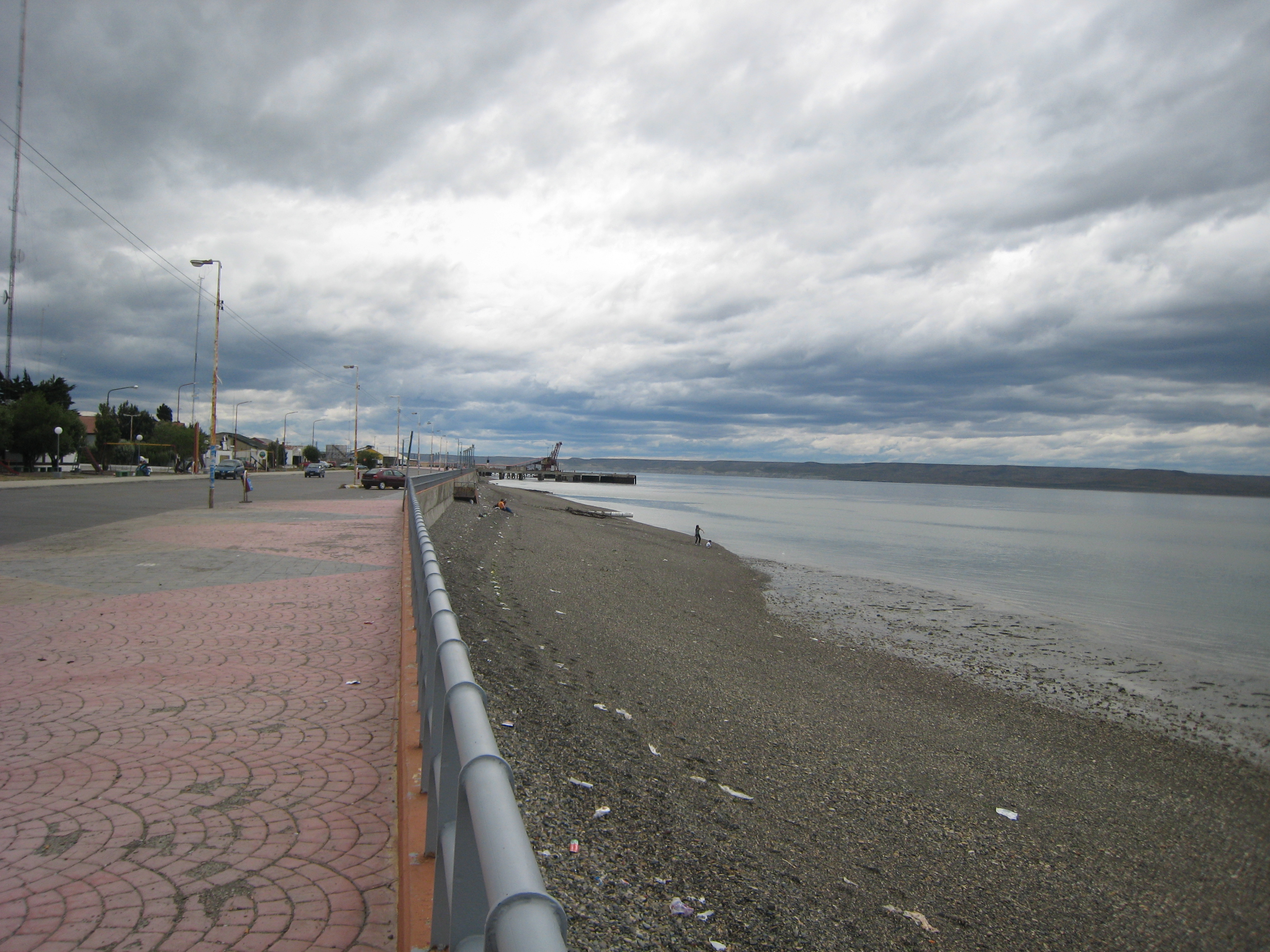
Costanera que bordea la ría en Río Gallegos.

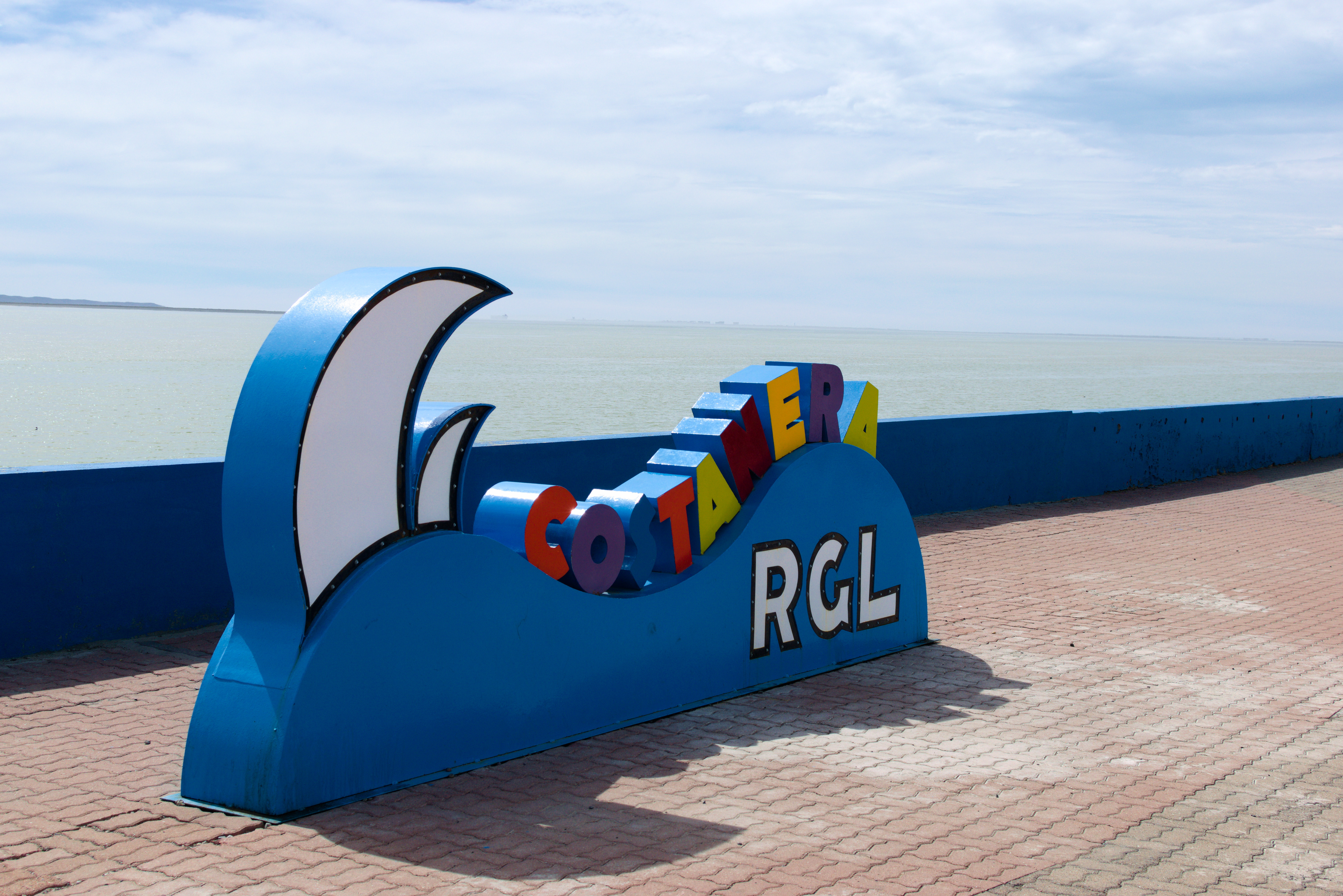
Ría desde el cartel de la costanera

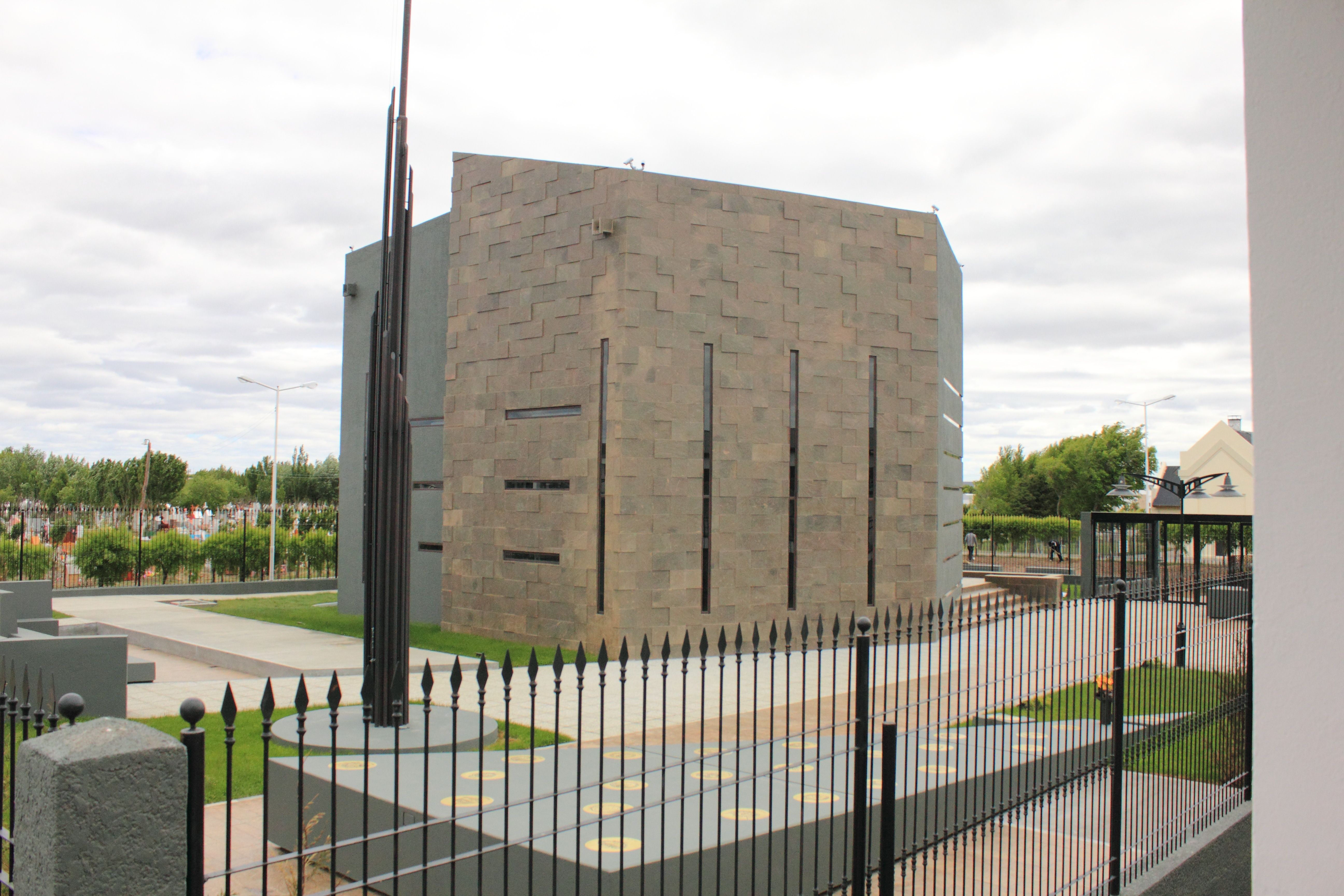
Mausoleo del presidente Néstor Kirchner (nacido en Río Gallegos), en el cementerio de la ciudad.

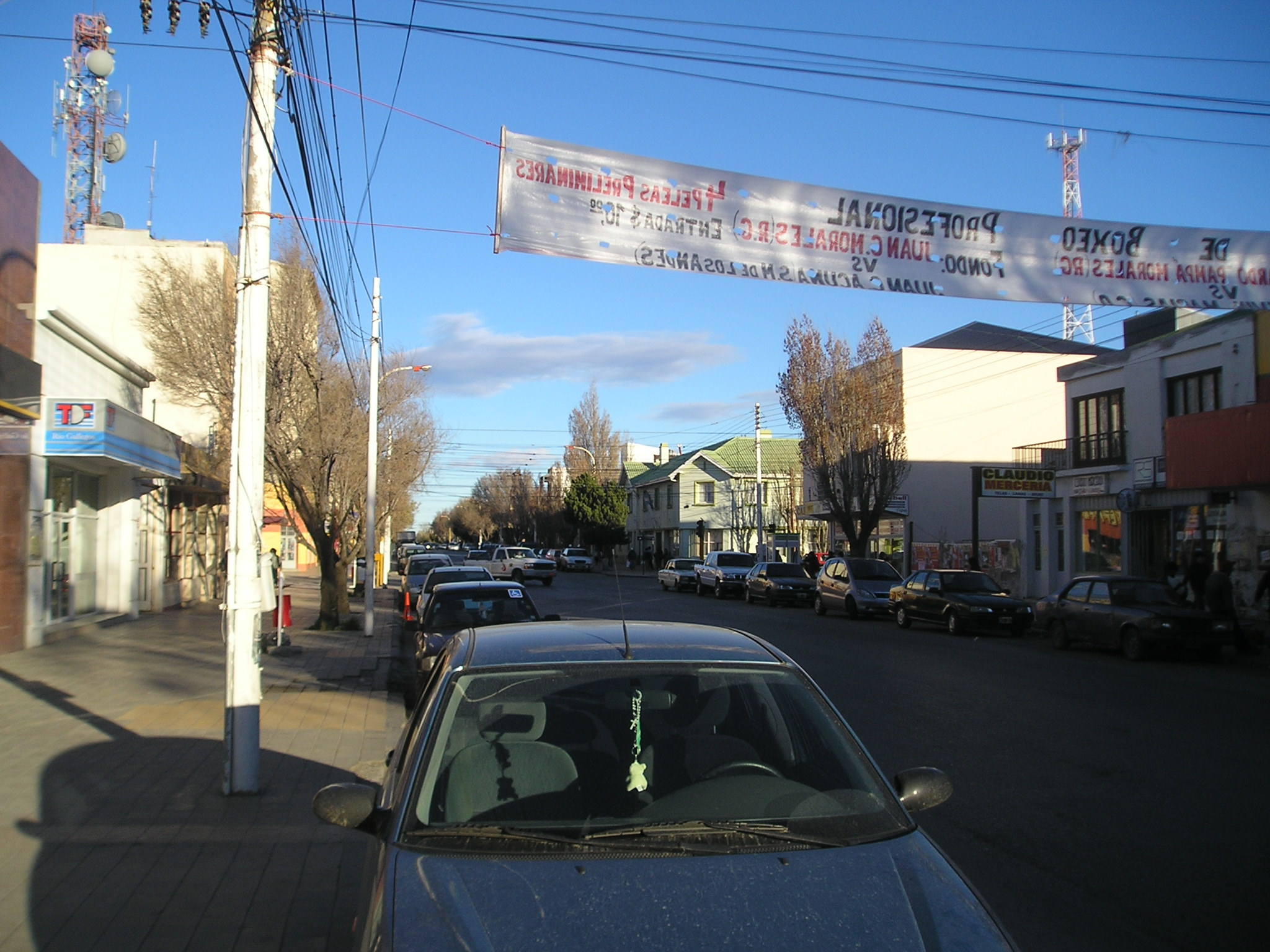
Avenida presidente Néstor Kirchner.

La ciudad recibió su nombre del río que desemboca en sus cercanías, que a su vez fue así llamado en homenaje al piloto Blasco Gallegos, miembro de la tripulación que participó del viaje de circunnavegación de la Tierra realizado por Fernando de Magallanes y finalizado por Juan Sebastián Elcano después de la muerte del primero en Filipinas.

## Historia
La expedición de García Jofre de Loaísa en 1525, cuando llega al río San Ildefonso (hoy Río Gallegos), y la encabezada por Simón de Alcazaba en 1535 (quien por primera vez lo llama Gallegos) son las primeras noticias históricas de la actual ciudad de Río Gallegos.
De aquellas lejanas épocas de la conquista europea no quedan otros datos concretos. Muy posteriores son los primeros indicios de población. Existió un fallido asentamiento chileno en «Puerto Gallegos» a orillas del río homónimo desde el 4 de marzo de 1873. El gobernador de Magallanes, Óscar Viel y Toro por encargo del ministro Adolfo Ibáñez Gutiérrez fue el encargado de fundar el asentamiento, este solo duraría seis semanas luego del acuerdo diplomático entre este país y la Nación Argentina.
Al año siguiente intentarían lo mismo en el ya citado «Cañadón Misioneros». El precedente argentino más concreto proviene de la gestión de Carlos Moyano, quien en 1883 es designado Gobernador del Territorio Nacional de Santa Cruz.
El Gobierno Nacional, convencido de la necesidad de preservar la soberanía en las costas patagónicas, designa al Vapor Villarino al mando del Capitán Federico Spurr, para que realice el viaje regular entre Buenos Aires y los puertos de la Patagonia.
Río Gallegos, nace al instalarse la Subprefectura Marítima, el 19 de diciembre de 1885. Su destino era al parecer muy modesto, en el aspecto material, pero de denso contenido por su finalidad: "Ejercer dominio permanente, directo y categórico sobre el extremo continental del país, en el marco de la defensa de la Soberanía".
En el año 1888 el entonces Gobernador Ramón Lista decide trasladar la Capital del Territorio de Santa Cruz (que funcionaba en la actual localidad de Puerto Santa Cruz) a Río Gallegos. Este acto tuvo ratificación oficial el 19 de mayo de 1904, fecha en que el Poder Ejecutivo promulgó el Decreto correspondiente. En el año 1957, el territorio de Santa Cruz es declarado Provincia, siendo su primer Gobernador, el Dr. Mario Cástulo Paradelo.
El primer municipio patagónico se creó en Chubut. Los galeses llevaban las instituciones públicas metidas en la carne, con la idea de la soberanía popular en la sangre. Surgió el segundo en Viedma. El tercero fue el de Río Gallegos.
El nacimiento de la Comuna, como expresión auténtica de la voluntad del vecindario, ocurrió aquí en las postrimerías de 1907.
Fue aquel un tiempo de muchas novedades para dichos habitantes: el primer Consejo, aunque breve;
la aparición de un periódico de mucha trayectoria, la fundación de una prestigiosa entidad mutualista, etc.
Durante años, Río Gallegos fue escala obligada de los jumbos 747 de Aerolíneas Argentinas que realizaban el vuelo transpolar, desde Buenos Aires hacia Nueva Zelanda y Australia.
En 1985, Río Gallegos celebró sus 100 años de historia en el que se publicó un libro que recopila imágenes y la historia completa de la ciudad titulado "Centenario de Río Gallegos, 1885-1985" escrito por Juan Bautista Baillinou.

## Escudo
El autor, Jorge Rodríguez Nelli, presentó su trabajo bajo el lema "Paz Unión y Progreso" y dice lo siguiente: "El escudo es símbolo de lucha por el progreso. Ajustado a las leyes de la ciencia heráldica, es de estilo español, en memoria de nuestra patria.
Cuenta con dos campos, el superior en esmalte azur representativo de la verdad, la lealtad, la justicia, la hermosura. Sobre el mismo campo de azur, el ‘Villarino’ de plata, navegando sobre una campaña de lo mismo, cargada esta de la palabra ‘Río Gallegos’ en letras de azur; en el cantón siniestro, la Cruz del Sur, formada por cuatro estrellas de plata, de cinco puntas en su posición natural, bordadura de oro pleno. Cimera: un sol naciente de oro. El campo inferior de plata, cubierto por la palabra ‘Río Gallegos’ nombre de la ciudad capital, en azur".
Su símbolo histórico es el transporte Vapor Villarino, que en su viaje inaugural condujo a Argentina los restos de José de San Martín desde Francia.
Luego sería el mismo que traería en sus bodegas los materiales para la construcción de la Primera Capitanía General de Puerto (que dio origen a Río Gallegos).
El "Villarino", comandado por varios años por Federico Spuhr, formó parte de la primera línea marítima patagónica.
La Municipalidad de Río Gallegos, por Decreto - Ordenanza 1685 que lleva fecha 15 de diciembre de 1970, lo adopta como símbolo de la Ciudad y sello de todos los documentos oficiales comunales.

## Bandera
Su confección pertenece al vecino Dorbedo Higinio González, la cual fue seleccionada entre 113 trabajos participantes del Concurso Público anunciado por la Comuna local en el mes de junio de 2010. Su diseño contiene bandas verticales en azul, blanco y celeste, el símbolo del Transporte Vapor Villarino en el centro, las olas que representan al Estuario local y una gaviota que simboliza el futuro promisorio. La Municipalidad de Río Gallegos, por Decreto - Ordenanza 1522/10 que lleva fecha 24 de noviembre de 2010, la adopta como Bandera Oficial de la Ciudad de Río Gallegos, instruyendo como Día de la Bandera de Río Gallegos, el 19 de diciembre de cada año, como recordación permanente de la jornada en que fue presentada, bendecida e izada por primera vez, en esa Ciudad.

## Geografía

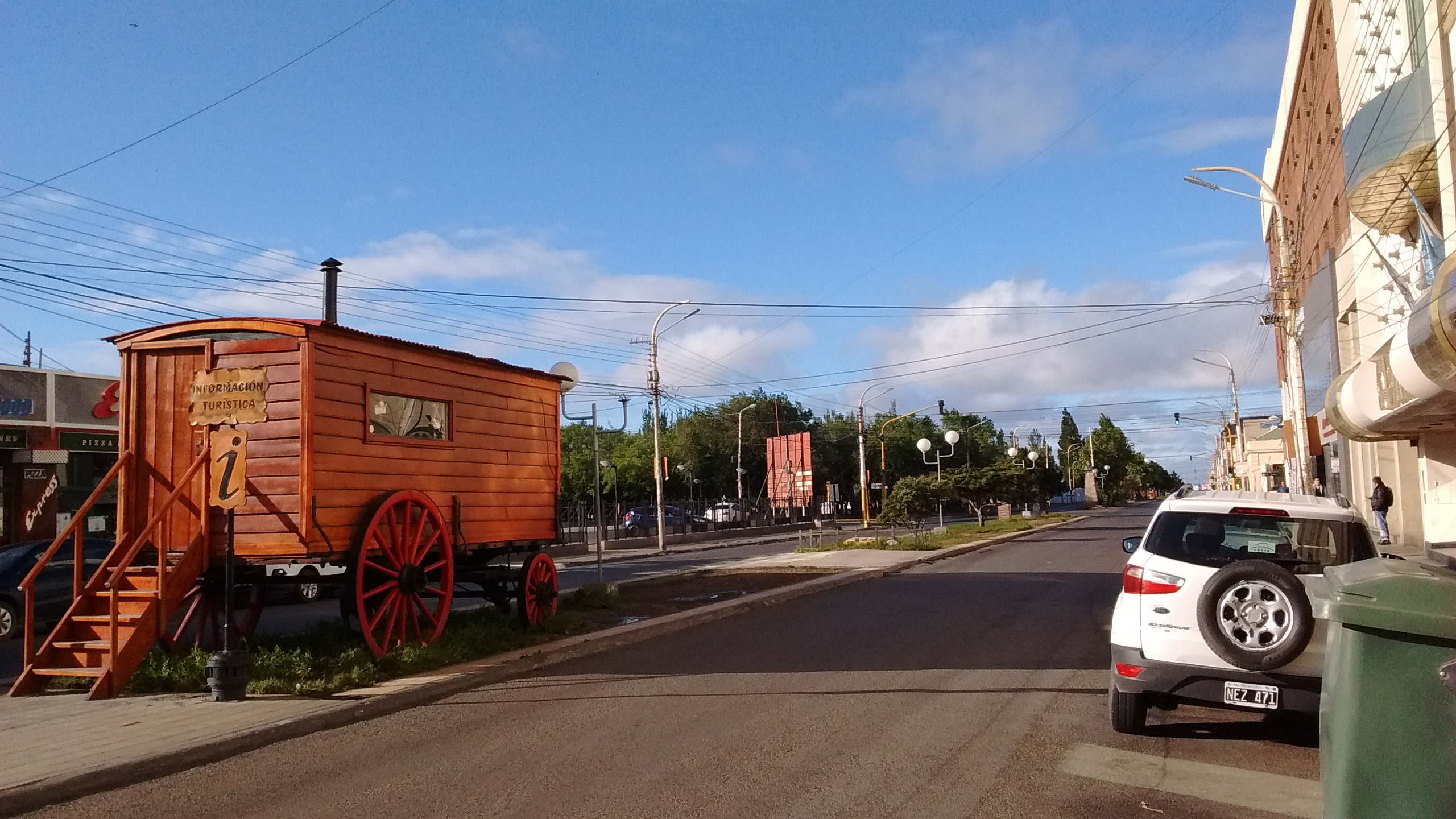
Oficina de turismo "La Carreta". La ciudad se emplaza sobre una verde llanura.

### Fauna
La ciudad de Río Gallegos cuenta con una de las mayores riquezas animales, tanto dentro como en sus alrededores. Se pueden encontrar la loica, ostrero austral, zorro colorado, el biguá o el ceniciento.
- Zorzal patagónico: es un pájaro grande, con el dorso marrón oscuro, con el vientre y pecho amarillos ocre pálido. La garganta es blanca, manchada de negro y el pico y las patas son amarillas.

- Zorro gris: el peso promedio es de 3 kg. Pelaje de color amarillento y negro grisáceo. Patas color bayo pálido y la parte interior blanca. Es de hábitos nocturnos y sus hábitos alimentarios son amplios, tanto comen aves como roedores, liebres v frutos. A veces se juntan para cazar presas grandes, como ovejas, aunque lo hacen en momentos de gran escasez alimenticia. A menudo cavan galerías grandes de 3 a 5 m de largo, con varias cámaras (de cría, de reserva) y con una entrada principal y otras para casos de peligro. Mide 75 cm de largo entre cabeza y cuello y 33 cm la cola.

- Guanaco: presenta pezuñas en los dedos. Es un animal conspicuo, que mide 1,1 m a la altura de la cruz. El cuello es largo, igual que las patas. El pelaje es espeso y lanoso de color marrón rojizo más anaranjado amarillento en los flancos, blanco en el cuello, el vientre y las patas y gris en la cabeza. Se denomina "chulengos" a la cría de hasta tres semanas de vida, que se caracteriza por presentar el pelo de color canela. Es herbívoro. En Santa Cruz vive en lugares abiertos, en la estepa, sin penetrar en el bosque como hacen en Tierra del Fuego.

- Ñandú petiso: la cabeza, el cuello y el dorso del cuerpo son gris pardo a castaño, punteado de blanco. La zona ventral es blancuzca, igual que las plumas que cubren la parte superior del tarso. Vive en la estepa, donde come semillas, hojas y ramas de plantas además de insectos y pequeños vertebrados. Varias hembras colocan sus huevos en nidos realizados en el suelo por un macho. Los huevos son incubados por el macho, que continúa cuidando luego las crías o charitos.

- Chingolo: es un pequeño pájaro, de 12 cm y es pardo dorsalmente, jaspeado de negro. Con un semicopete gris y cara negra con mejillas grises. La garganta es blanca con un collar incompleto de color canela que va desde la nuca hasta el pecho. La parte ventral es blancuzca. Vive en todos los ambientes terrestres, incluidos los ambientes poblados.

- Flamenco Austral: es gran ave acuática de 70 cm y su color es salmón, rosado, con cubiertas rojas que tapan las remeras negras. El pico es grande, de color blanco rosado con mitad apical negra, adaptado para filtrar invertebrados de los fondos lodosos de las lagunas y la costa de mar. Las patas son largas, celeste grisáceas, con rodillas y pies carmín. Habitan las lagunas dulces y salobres y los estuarios.

- Cauquén común: es un ave parecida a un ganso, de 54 cm y en el macho el plumaje es blanco, barrado de negro en dorso, flancos, cuello y la parte ventral. Las patas y el pico son negros. La hembra es marrón castaño, con ocre en la cabeza y la espalda y el pecho barrados de negro. Vientre barrado de blanco y negro. Las patas son amarillas. Vive en los cursos de agua en bosques, vegas y esteros patagónicos, donde come pastos tiernos.

- Cisne de cuello negro: es muy grande, mide 80 cm y es parecido al ganso, del cual se diferencia por la cabeza y el largo cuello negro, el resto es blanco. Sobre el pico presenta una carúncula roja. Los juveniles presentan cabeza y cuello gris parduzco y el resto parduzco. Vive en ambientes de agua dulce.

### Flora
En los alrededores de la ciudad de Río Gallegos se puede apreciar una gran diversidad de plantas nativas, dentro de las cuales una proporción importante posee potencial ornamental.
Algunas de las especies que se pueden encontrar son: calafates, anartrfilos, oxalis, violetas y pensamientos, flores de papel, calceolarias, hipoqueris, leucerias, perezias, senecios, mata mora, senecio miser, amancay, lirios y lirios de campo.

### Sismicidad
La región responde a la falla Fagnano-Magallanes, un sistema regional de falla sismogénico, de orientación este-oeste que coincide con el límite transformante entre las placas Sudamericana (al norte) y Scotia (al sur), con sismicidad media; y su última expresión se produjo el 17 de diciembre de 1949 (75 años), a las 22.30 UTC-3, con una magnitud aproximadamente de 7,8 en la escala de Richter.

### Clima
El clima de Río Gallegos es clima semiárido templado (BSk según la Clasificación climática de Köppen). Por ello el clima suele ser ventoso, seco y frío con algunas nevadas durante el invierno. La temperatura promedio de la ciudad en invierno es de 5 °C en el día y -2 °C en la noche, mientras que en verano el promedio es de 19 °C y en la noche suele bajar hasta los 7 °C. La temperatura media anual de la ciudad es de 7,6 °C. El mes más lluvioso es enero.
También cabe decir que el mar tiene un efecto moderador en el clima de la ciudad y que en días muy fríos la sensación térmica sea muy inferior a la temperatura ambiente por efecto del viento. Son inusuales los días con temperaturas inferiores -5 °C en invierno y superiores a 22 °C en verano.
| Parámetros climáticos promedio de Río Gallegos Aero, 1991-2020 | Parámetros climáticos promedio de Río Gallegos Aero, 1991-2020 | Parámetros climáticos promedio de Río Gallegos Aero, 1991-2020 | Parámetros climáticos promedio de Río Gallegos Aero, 1991-2020 | Parámetros climáticos promedio de Río Gallegos Aero, 1991-2020 | Parámetros climáticos promedio de Río Gallegos Aero, 1991-2020 | Parámetros climáticos promedio de Río Gallegos Aero, 1991-2020 | Parámetros climáticos promedio de Río Gallegos Aero, 1991-2020 | Parámetros climáticos promedio de Río Gallegos Aero, 1991-2020 | Parámetros climáticos promedio de Río Gallegos Aero, 1991-2020 | Parámetros climáticos promedio de Río Gallegos Aero, 1991-2020 | Parámetros climáticos promedio de Río Gallegos Aero, 1991-2020 | Parámetros climáticos promedio de Río Gallegos Aero, 1991-2020 | Parámetros climáticos promedio de Río Gallegos Aero, 1991-2020 |
| Mes                                                            | Ene.                                                           | Feb.                                                           | Mar.                                                           | Abr.                                                           | May.                                                           | Jun.                                                           | Jul.                                                           | Ago.                                                           | Sep.                                                           | Oct.                                                           | Nov.                                                           | Dic.                                                           | Anual                                                          |
| -------------------------------------------------------------- | -------------------------------------------------------------- | -------------------------------------------------------------- | -------------------------------------------------------------- | -------------------------------------------------------------- | -------------------------------------------------------------- | -------------------------------------------------------------- | -------------------------------------------------------------- | -------------------------------------------------------------- | -------------------------------------------------------------- | -------------------------------------------------------------- | -------------------------------------------------------------- | -------------------------------------------------------------- | -------------------------------------------------------------- |
| Temp. máx. abs. (°C)                                           | 30.4                                                           | 35.8                                                           | 33.8                                                           | 28.2                                                           | 19.4                                                           | 17.0                                                           | 16.1                                                           | 16.7                                                           | 22.4                                                           | 25.4                                                           | 28.5                                                           | 31.0                                                           | 35.8                                                           |
| Temp. máx. media (°C)                                          | 20.0                                                           | 19.5                                                           | 17.1                                                           | 13.4                                                           | 8.8                                                            | 5.2                                                            | 5.1                                                            | 7.5                                                            | 11.3                                                           | 14.8                                                           | 17.1                                                           | 18.6                                                           | 13.2                                                           |
| Temp. media (°C)                                               | 13.6                                                           | 13.0                                                           | 10.8                                                           | 7.6                                                            | 4.4                                                            | 1.6                                                            | 1.5                                                            | 3.1                                                            | 5.6                                                            | 8.3                                                            | 10.9                                                           | 12.6                                                           | 7.7                                                            |
| Temp. mín. media (°C)                                          | 7.4                                                            | 6.9                                                            | 5.4                                                            | 2.7                                                            | 0.2                                                            | -2.1                                                           | -2.3                                                           | -0.8                                                           | 0.8                                                            | 2.3                                                            | 4.5                                                            | 6.5                                                            | 2.6                                                            |
| Temp. mín. abs. (°C)                                           | -0.7                                                           | -3.5                                                           | -6.0                                                           | -7.8                                                           | -10.2                                                          | -16.6                                                          | -17.3                                                          | -12.7                                                          | -9.0                                                           | -6.8                                                           | -5.5                                                           | -2.5                                                           | -17.3                                                          |
| Precipitación total (mm)                                       | 26.9                                                           | 29.5                                                           | 28.6                                                           | 24.6                                                           | 24.3                                                           | 20.9                                                           | 19.8                                                           | 18.7                                                           | 14.6                                                           | 14.5                                                           | 22.0                                                           | 32.2                                                           | 276.6                                                          |
| Días de precipitaciones (≥ 0.1 mm)                             | 9.7                                                            | 7.9                                                            | 9.9                                                            | 8.4                                                            | 7.9                                                            | 7.6                                                            | 8.2                                                            | 7.3                                                            | 6.3                                                            | 5.6                                                            | 7.8                                                            | 10.4                                                           | 97.0                                                           |
| Días de nevadas (≥ 0.1 cm)                                     | 0                                                              | 0                                                              | 0.1                                                            | 0.3                                                            | 1.1                                                            | 2                                                              | 4.0                                                            | 2.9                                                            | 1.5                                                            | 0.6                                                            | 0.3                                                            | 0                                                              | 14.6                                                           |
| Horas de sol                                                   | 133.3                                                          | 135.6                                                          | 133.3                                                          | 105.0                                                          | 102.3                                                          | 84.0                                                           | 83.7                                                           | 105.4                                                          | 126.0                                                          | 164.3                                                          | 144.0                                                          | 124.0                                                          | 1440.9                                                         |
| Humedad relativa (%)                                           | 51.9                                                           | 56.3                                                           | 62.4                                                           | 68.6                                                           | 75.1                                                           | 79.0                                                           | 77.7                                                           | 73.4                                                           | 66.1                                                           | 56.9                                                           | 52.6                                                           | 52.5                                                           | 64.4                                                           |
| Fuente: Servicio Meteorológico Nacional                        |                                                                |                                                                |                                                                |                                                                |                                                                |                                                                |                                                                |                                                                |                                                                |                                                                |                                                                |                                                                |                                                                |

## Divisiones
La Ciudad de Río Gallegos se divide en 51 barrios que se distribuyen en distintos sectores irregulares, entre estos barrios se establece la zona de chacras como el Barrio San Benito, cómo asentamiento precario se encuentra el barrio Bicentenario. Estos se encuentran a 3 e incluso a 6 km del casco urbano, se puede llegar a éstos por la AU 17 de Octubre y la RP 53.

## Demografía y aspecto urbano

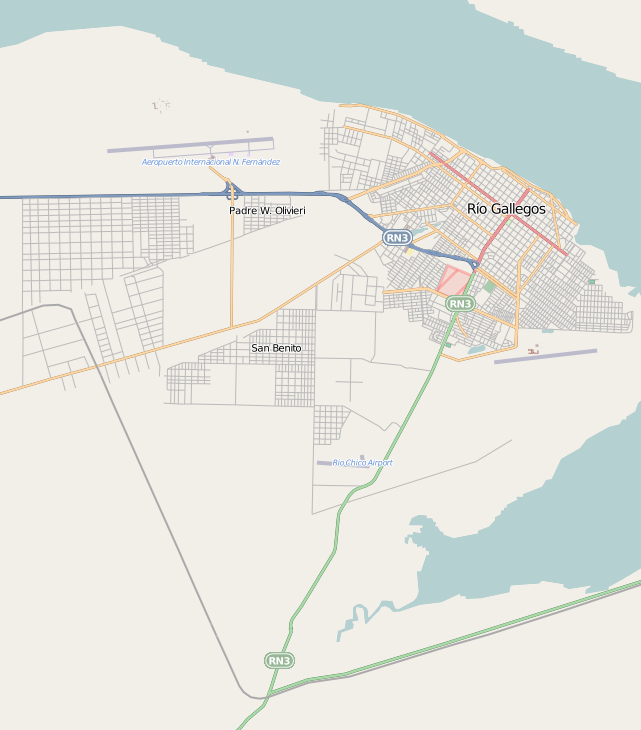
Mapa de Río Gallegos.

Es considerada como una de las ciudades de más avance y más crecimiento en distintos aspectos a nivel nacional. En cuanto a urbanidad, el centro de la ciudad se encuentra formado por distintos edificios, sedes públicas, negocios, supermercados, bancos, galerías, etc. En el ámbito residencial-rural, la ciudad presenta un desorden caótico, sobre todo en la zona oeste, en las tierras cedidas a la municipalidad en 2010. A la izquierda de la Autovía 17 de Octubre se tenía pensado un cordón forestal, tal como en Comodoro Rivadavia, con el fin de proteger la ciudad de los vientos reinantes. La idea prosperó a medias debido a que principios del Siglo XXI se consideró la venta de terrenos de forma ilegal en sectores como el actual San Benito, Bicentenario y Padre Olivieri. Ante la falta de terrenos para la población, la misma comunidad decide tomar cerca de 6 mil parcelas destinadas a viviendas del plan procrear, en la nueva zona conocida como Santa Cruz,
La avenida principal de la ciudad es la "Avenida Doctor Néstor Carlos Kirchner" que recorre unos 2,9 kilómetros del casco urbano, atravesando el centro económico-comercial de la ciudad. Su nombre homenajea al expresidente nacional Néstor Kirchner, nacido y sepultado en la ciudad, fallecido en octubre de 2010.
A través del tiempo la ciudad ha ido aumentando considerablemente su población, su desarrollo y su economía social. Para el último el censo 2010  se confirmó que 95.796 personas vivían en Río Gallegos, mostrando un gran avance en cuanto a los 79.144 del censo del 2001.
Con el aumento registrado en 2022 la ciudad se ubicó en el 4° puesto en la Región de la Patagonia, detrás de Neuquén, Comodoro Rivadavia y San Carlos de Bariloche. Desde este censo pudo aventajar levemente a Trelew en el cuarto lugar.
- Población en el año 1960: 14.439 habitantes. (Censo, INDEC).
- Población en el año 1970: 27.853 habitantes. (Censo, INDEC).
- Población en el año 1980: 43.479 habitantes. (Censo, INDEC).
- Población en el año 1991: 64.640 habitantes. (Censo, INDEC).
- Población en el año 2001: 79.144 habitantes. (Censo, INDEC).
- Población en el año 2010: 95.796 habitantes. (Censo, INDEC).
- Población en el año 2022: 115.585 habitantes y 46 023 viviendas.[18]

| Evolución de la población desde 1947 al año 2022.                                       |
|                                                                                         |
| Fuente INDEC - Elaboración gráfica por Wikipedia - Río Gallegos, Santa Cruz, Argentina. |

| Gráfico de la distribución de la población de Río Gallegos según grupos de edad                                                                            |
| --- |
| |
| |
| Fuente: «INDEC. Población de ciudades de Santa Cruz según edad». Archivado desde el original el 4 de marzo de 2016. Consultado el 11 de diciembre de 2013. |

## Acceso y transporte

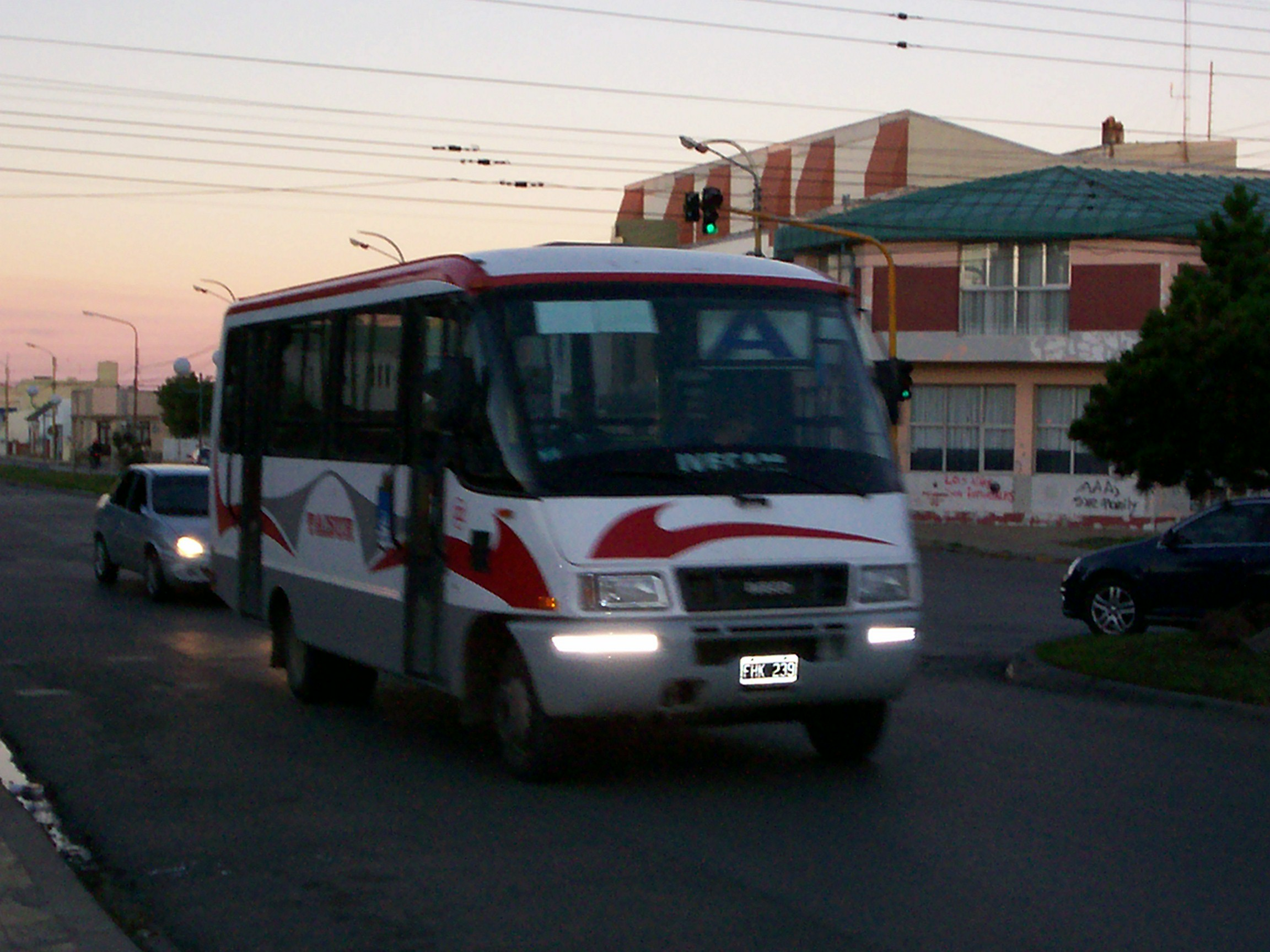
Colectivo de la Línea A.

La ciudad cuenta con una extensa red de carreteras secundarias y terciarias, las rutas que circulan por el ejido municipal son:
- Autovía 17 de Octubre
- Ruta Nacional 3
- Ruta Nacional 40
- Ruta Provincial 53

La ciudad posee 6 líneas de transporte urbano, que cubren parcialmente la ciudad y periferia; el servicio es operado por Empresa Maxia SRL:
- 'Línea A'
- 'Línea B'
- 'Línea C'
- 'Línea D'
- 'Línea E'
- 'Línea F'

## Economía
La economía de la ciudad fue básicamente dependiente de la ganadería ovina y la industria frigorífica desde su poblamiento hasta muy entrado el siglo XX. Su puerto fue también punto de salida de productos ganaderos y mineros como el carbón de Río Turbio. Desde la creación del estado provincial, la importancia económica de la administración pública creció considerablemente siendo la principal tomadora de mano de obra de la ciudad.
En los últimos años ha ocurrido un importante incremento de la actividad petrolífera y gasífera en la región constituyendo éstas junto al comercio y a la construcción un motor del crecimiento económico de la ciudad.
Hoy, el turismo también juega un papel importante, especialmente debido a la relativa proximidad al Parque nacional Los Glaciares. La diversificación de la economía en los últimos años ha dado lugar a una gran demanda de trabajadores encabezada por una ola de inmigración, especialmente desde el norte de la Argentina. En Río Gallegos está en contraste con otras partes del país, a pesar de los momentos de crisis sigue siendo el pleno empleo (3,7% de desempleo, 2004).

## Educación
Es sede principal de la Universidad Nacional de la Patagonia Austral (UNPA) y tiene una facultad regional de la Universidad Tecnológica Nacional (UTN).
La ciudad también posee una importante infraestructura de colegios, teniendo:
- 14 jardines de infantes

- 20 de tipo primaria

- 13 de tipo secundaria

- 3 escuelas técnicas

- 6 escuelas especiales - laborales

- 6 escuelas privadas

## Deportes
La ciudad cuenta con varias entidades sociales que llevan adelante diversas actividades deportivas, como por ejemplo fútbol, balonmano, rugby, golf, básquet, natación, danza, patinaje, entre otros. Siendo destacados: Asociación Atlético Boxing Club, Club Deportivo Hispano Americano, Bancruz (clubes que desarrollan una destacada función social),  y el Club Boca Río Gallegos.
En junio de 2016, Hispano Americano ( apodado cariñosamente como "El Celeste" por sus colores) logra su mayor hito deportivo al consagrarse campeón del Torneo Nacional de Ascenso y lograr un ascenso a la máxima categoría del baloncesto argentino, la Liga Nacional de Básquet, convirtiéndose así en el equipo más austral del mundo en una división de máxima categoría hasta esa fecha.
También vale destacar la actuación a nivel patagónico del Club de Básquetbol San Miguel formado en 2005 que a pesar de sus limitaciones económicas se las arregla para realizar un básquet a nivel competitivo y que en un futuro también pueda llegar a representar a Santa Cruz a nivel nacional. Este club ya tiene en su vitrina una liga patagónica B y una liga local, obtenidas en el año 2007.
Aunque Bancruz tan solo cuenta con fútbol, es reconocido por su gran historia, ya sea en torneos regionales, como campeonatos de la Liga de Fútbol Sur. Bancruz es la entidad más importante del fútbol santacruceño ya que llegó a disputar 11 temporadas del Torneo Argentino B, 13 campeonatos de la Liga de Fútbol Sur, 3 campeonatos de Santa Cruz y un título Patagónico (este último título mencionado, solo lo posee Bancruz en esta provincia). Otras entidades del deporte riogalleguense son los destacados clubes de tenis Río Gallegos Tenis Club y el Club Asturiano.
Hacia el sur por la ruta 3 saliendo de la ciudad, se encuentra el Autódromo José Muñiz, circuito de carreras para competiciones de deporte motor. En este escenario se presentan los campeonatos de Turismo Carretera, TC Pista y Turismo Nacional.
También existe en la ciudad la Unión Santacruceña de Rugby, que organiza campeonatos de dicho deporte en la región. La misma fue creada en mayo del 2008 y nuclea tanto equipos del centro de la provincia como equipos del sur chileno.
- Instituciones en competencias nacionales
  - Asociación Atlético Boxing Club, en fútbol, disputa el Torneo Regional Federal Amateur.
  - Club Deportivo Hispano Americano, en fútbol, disputa el Torneo Regional Federal Amateur
  - Club Social y Deportivo Ferrocarril YCF, en fútbol, disputa el Torneo Regional Federal Amateur
  - Club Deportivo Hispano Americano, en básquet, disputa la Liga Nacional de Básquet.

## Medios de comunicación

### Televisión
- Canal 5
- Canal 9
- Cable 10
- TVeo Río Gallegos Canal 2

### Radios AM/FM
- Continental Río Gallegos (AM 680 kHz)
- Radio Provincia de Santa Cruz (AM 830 kHz)
- Amistad Fm (FM 91.1 MHz)
- Cadena 3 Río Gallegos (FM 103.1 MHz)
- Galaxia (FM 96.5 MHz)
- Mega Río Gallegos (FM 106.5 MHz)
- Eclipse (FM 91.7 MHz)
- Del Plata Río Gallegos (FM 99.3 MHz)
- Tiempo (FM 97.5 MHz)
- Radio Bangkok - LRF 381 - 103.5 MHz www.radiobangkok.ar
- Cadena 100 (FM 104.1 MHz)
- Radio 10 Río Gallegos (FM 96.9 MHz)
- UNPa (FM 99.9 MHz)
- Red Aleluya Río Gallegos (FM 88.5 MHz)
- San Diego (FM 92.7 MHz)
- Fantástico (FM 106.1 MHz)
- CNN Radio Río Gallegos (FM 93.9 MHz)
- Constelación (FM 102.3 MHz)
- Nevada (FM 94.1 MHz)
- La Red Río Gallegos (FM 97.5 MHz)
- Alternativa (FM 95.7 MHz)
- Unión (FM 107.5 MHz)
- Noticias (FM 104.3 MHz)
- Somos (FM 104.9 MHz)
- Sensaciones (FM 90.5 MHz)
- Glaciar (FM 105.7 MHz)
- Cromos (FM 95.5 MHz)
- Alquimia Rock (FM 106.7 MHz)www.alquimiarock.com
- Top (FM 93.3 MHz)

### Diarios
- Diario El Santacruceño
- El Diario Nuevo Día
- El Espejo Diario
- El Periódico Austral
- El Preámbulo
- Bien al Sur
- El Post de Gallegos
- La Página Política
- La Opinión Austral
- Magnamedia
- Noticias Austral
- OPI Agencia de Noticias
- Prensa Libre
- Santa Cruz Noticias
- Santa Cruz Uno
- Tiempo Sur

## Despliegue de lasFuerzas Armadas argentinasen Río Gallegos
- Ejército Argentino
  - Comando de la XI Brigada Mecanizada «Brigadier General Juan Manuel de Rosas»
    - Regimiento de Infantería Mecanizado 24 «General Jerónimo Costa»
    - Compañía de Comunicaciones Mecanizada 11
    - Sección de Aviación de Ejército 11
    - Base de Apoyo Logístico Río Gallegos
    - Hospital Militar «Río Gallegos»
    - Compañía de Inteligencia 11
- Armada Argentina
  - Zona Naval «Santa Cruz»
- Fuerza Aérea Argentina
  - X Brigada Aérea

Dada su ubicación geográfica, fue destacada la importancia que presentó Río Gallegos como base aérea y logística durante los dos momentos de tensión militar o conflicto vividos por la Argentina durante el siglo XX: el conflicto del Beagle en 1978, donde el país estuvo cerca de entrar en conflicto con Chile y que fue evitada mediante la mediación del Papa Juan Pablo II y la guerra de las Malvinas en 1982.
Durante esta última, la ciudad no solo representó uno de los principales "hubs" para el despliegue y abastecimiento de las tropas desplegadas en el archipiélago malvinense, sino que desde su base aérea operaron los Grupos 5 y 8 de la Fuerza Aérea Argentina. Los Mirage III de la segunda unidad representaron la principal defensa aérea de Argentina continental, mientras que los A-4B Skyhawk del Grupo 5 (V Brigada Aérea) realizaron misiones de ataque a los buques y tropas británicas durante todo el conflicto, convirtiéndose en la unidad más letal (en números de bajas causadas) de la FAA. Por acción de la misma (en solitario o combinada con otras unidades y/o fuerzas), fueron hundidos a lo largo de la contienda 5 buques británicos, y averiados cerca de una decena más, además de realizarse otros ataques contra posiciones terrestres. 
El total de bajas propias (por todas las causas) ascenderá a un muerto y dos aparatos derribados en el Grupo 8, y seis fallecidos, con 10 aparatos abatidos en el Grupo 5.
Luego del conflicto, Río Gallegos continuó durante varios años presentando un importante despliegue por parte de todas las fuerzas, en virtud tanto del despliegue británico en Malvinas, como de las tensiones limítrofes con Chile. Afortunadamente,  con el paso de los años estas últimas fueron solucionadas diplomáticamente, por lo que la distribución de efectivos actual se limita a las unidades de XI Brigada del Ejército Argentino, con destacamentos menores de Prefectura Naval y Gendarmería Nacional argentina.

## Despliegue de las Fuerzas de Seguridad
- Gendarmería Nacional Argentina
  - Agrupación XVI «Santa Cruz»
  - Sección Aviación «Río Gallegos»
- Prefectura Naval Argentina
  - Prefectura de Zona Mar Argentino Sur
  - Prefectura Río Gallegos e Islas Malvinas
- Policía Federal Argentina
  - Delegación «Río Gallegos»
- Policía de Seguridad Aeroportuaria
  - Unidad Operacional de Seguridad Preventiva  «Río Gallegos»

## Cultura popular
Algunos exteriores de la ciudad fueron escenarios de la película La Patagonia Rebelde, del año 1974 dirigida por Héctor Olivera, también basada en el libro "Los vengadores de la Patagonia trágica" de Osvaldo Bayer.

## Ciudades hermanadas
- Punta Arenas, Chile
- Mérida, Venezuela

## Centros de culto religioso
Existen centros de culto católico, cristianos evangélicos o protestantes y un centro mormón en Río Gallegos.
Entre los centros cristianos evangélicos o protestantes de la ciudad se encuentran (listados por orden alfabético):
- Adventista del Séptimo Día
- Asamblea Cristiana
- Asamblea De Dios 248
- Argentina Para Cristo
- Bet El
- CEMI
- Cristiana Evangélica
- Cristo el Rey (pentecostal)
- Del Altísimo
- Hay Vida en Jesús
- Heredad
- Jesús es el Camino
- Nueva Apostólica
- MCM
- Pueblo de Dios
- Renacer (bautista)
- Santuario de Vida

Las cabeceras de culto cristiano católico se aprecian en la siguiente tabla:
| Diócesis       | Río Gallegos |
| -------------- | --- |
| Parroquias     | Catedral Nuestra Señora de Luján, Inmaculada Concepción, Sagrado Corazón, María Madre de la Iglesia, Nuestra Señora de Fátima, Nuestra Señora del Carmen, San José Obrero, San Juan Bosco, San Vicente de Paul |
| Cuasiparroquia | María del Rosario de San Nicolás |